# Hele enge flex
Hele enge flex is een lied van de Nederlandse rapper 3robi in samenwerking met de Nederlandse rapper Josylvio en producer Monsif. Het stond in 2021 als eerste track op de deluxeversie van het album Jonge jongen naar de top 2 van 3robi.

## Achtergrond
Hele enge flex is geschreven door Anass Haouam, Joost Theo Sylvio Yussef Abdelgalil Dowib en Monsif Bakkali en geproduceerd door Monsif. Het is een nummer dat past in de genres nederhop en trap. In het lied rappen en zingen de artiesten over het verdienen, hebben en uitgeven van geld. In het lied pronken de rappers met hun rijkdommen. 
Het is de eerste keer dat de drie artiesten tegelijkertijd met elkaar een hit hebben. Wel werkten 3robi en Josylvio al meerdere keren met elkaar. Dit deden zij op Westside, Badman ollo, Anders, Jompo, Vuurwerk , Money baby en Nike Tech. 

## Hitnoteringen
Ondanks dat het lied niet als single was uitgebracht, hadden de artiesten toch bescheiden succes met het lied in Nederland. Het stond op de 81e plaats van de Single Top 100 in de enige week dat het in deze hitlijst te vinden was. De Top 40 en haar Tipparade werden niet bereikt.